# Русские народные музыкальные инструменты

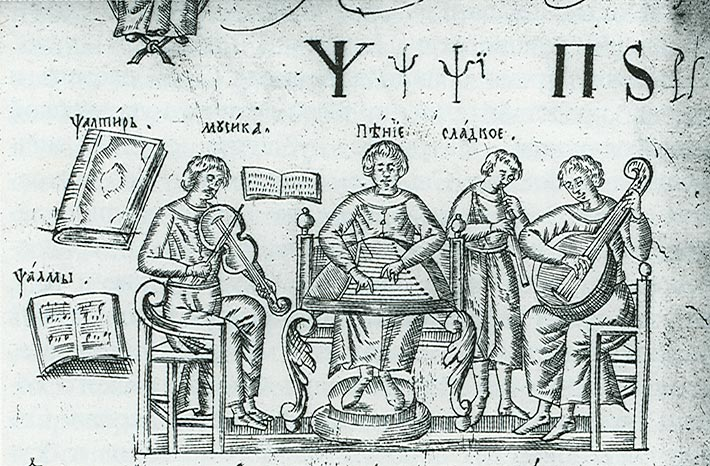
Русский инструментальный квартет XVII в.

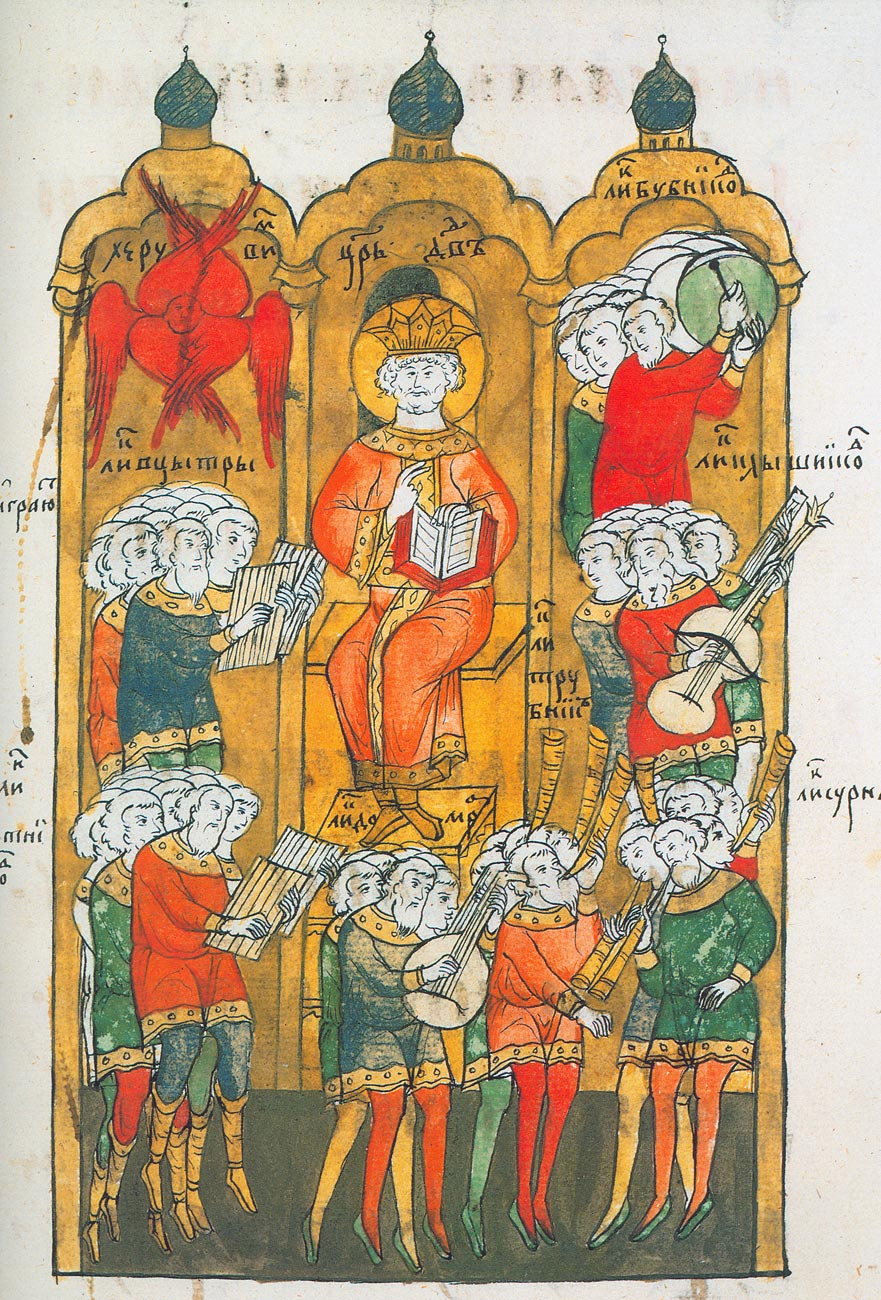
«Давид-псалмопевец». Годуновская псалтирь, 1594

Русские народные музыкальные инструменты — самобытные инструменты русских крестьян, выражающие особые специфические черты нации. В своём развитии связаны с духовной жизнью, бытовым укладом, эстетическими и нравственными устоями русского народа.

## История
История возникновения русских народных инструментов уходит во времена Древней Руси. Разнообразные музыкальные инструменты изображены на фресках Софийского собора в Киеве, иконах, миниатюрах рукописей, лубочных картинках. Представление как они выглядели в реальности позволяют археологические находки. Практически все крестьяне играли на каких-либо инструментах и многие сами изготавливали. Обучение игре начиналось с детства: в играх и работе.
На фресках в башне Софийского собора (заложен в 1037 г.) изображены скоморохи, играющие на арфе, трубе и флейте, плясуны, водящие хоровод. Подобные изображения имеются и в Дмитриевском соборе во Владимире (XII век), на новгородской иконе «Знамение», в Летописном своде 1205—1206 годов.
По предположениям исследователей, в Киевской Руси были известны следующие музыкальные инструменты:
- рога и деревянные трубы (духовые ратные и охотничьи);
- колокольчики и бубенцы, глиняные свистульки (обрядовые);
- калюка и кугиклы (духовой обрядовый);
- гусли (струнный);
- сопель и свирель (духовые ратные инструменты достигали длины в аршин);
- било (ударный сигнальный и обрядовый).

У восточных славян
музыкальные инструменты являлись ритуальными предметами и использовались в календарных, семейных и общественных обрядах, в магической практике.
Распространение музыкальных инструментов в Древней Руси было связано с традицией скоморохов и гусляров, осуждавшейся церковью как бесовство, поэтому народные музыкальные инструменты часто изымались властями и уничтожались. В летописи приведён указ, требующий искоренения скоморошества: «…где объявятся домры, и сурны, и гудки, и гусли, и хари, и всякие гудебные сосуды, и тебе бъ то все велеть выимать, и изломавъ те бесовския игры велеть жечь…». В то же время такие инструменты, как ратная труба использовались во время военных походов и сражений для организации войска и подачи сигналов.
Мастерство гусляра приписывалось летописным и былинным персонажам: как Бояну, Садко, Соловью Будимировичу, Добрыне Никитичу.
В XIX веке появляются первые пособия по обучению игре на народных инструментах. К концу XIX века по образцу симфонического уже оформилась идея создания оркестра русских народных инструментов. В 1888 году балалаечник Василий Васильевич Андреев организует «Кружок любителей игры на балалайке». Для ансамбля были изготовлены инструменты разных размеров и тембров. В 1919 году Б. С. Трояновским и П. И. Алексеевым был создан будущий оркестр имени Н. П. Осипова.
Инструментальный состав оркестров варьировался и постепенно расширялся. Сейчас в оркестр русских инструментов входят группа балалаек, группа домр, баяны, гусли, ударные, духовые.

## Перечень инструментов
Струнные
Балалайка, домра, гусли, гудок (смык), колёсная лира.
Скрипка была распространена в некоторых областях России. Например в Курской области она использовалась как ансамблевый инструмент вместе с духовыми инструментами жалейкой, пыжаткой, кугиклами. В Смоленской области дуэт скрипок играл на свадьбах, танцевальных вечеринках и других мероприятиях.
Старинная русская скрипка имеет три струны, настроенные по квинтам (например c, g, d) или квартам. Мелодию исполняют на первой струне d. Некоторые скрипачи опирали скрипку на колено, как при игре на гудке, или держали её на уровне груди.
Духовые
Волынка, жалейка, калюка, кугиклы, пастушеская труба, пыжатка, рожок, свирель
Гармони
Гармони: Хромка, Ливенская, Саратовская.
Ударные
Барабанка, било, бубен, бубенец, гусачок, дрова, колокол, коробочка, ложки, погремушка, рубель, трещотка.